# Biogen amin

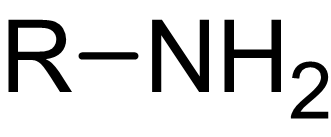
Amin-grupp bunden till en godtycklig molekyl representerad av "R"

En biogen amin är en organisk substans som innehåller minst en amin-grupp och som bildas naturligt i levande organismer. De bildas oftast genom att ett enzym tar bort en karboxylgrupp från en aminosyra.
Biogena aminer innehåller kväveatomer och agerar ofta som neurotransmittorer, hormoner eller mediatörer avandra biologiska processer.
Exempel på biogena aminer inkluderar:
- Histamin: Bildas från aminosyran histidin och är involverad i immunförsvaret, reglerar fysiologiska funktioner i mag-tarmkanalen och agerar som en neurotransmittor.

- Serotonin: Bildas från aminosyran tryptofan och är en neurotransmittor som påverkar många funktioner såsom humör, sömn och aptit.

- Dopamin: Produceras från aminosyran tyrosin och är avgörande för hjärnans belöningssystem och motorik.

Bland de biogena aminerna finns också:
- Acetylkolin
- Biogena monoaminer
  - Katekolaminer
    - Adrenalin
    - Noradrenalin

  - 2-hydroxyfenetylamin
  - Tryptamin
  - Tyramin
- Biogena polyaminer

Biogena aminer finns i många livsmedel, såsom mogna ostar, charkvaror, vin och fermenterade produkter, och kan i höga koncentrationer leda till hälsoproblem som huvudvärk och blodtrycksproblem, särskilt hos personer med nedsatt förmåga att metabolisera dessa ämnen. I livsmedelssammanhang är det därför viktigt att hålla koll på nivåerna av biogena aminer för att förebygga livsmedelsförgiftningar och andra negativa hälsoeffekter. De kan vara ett problem vid histaminintolerans eller födoämnesöverkänslighet.